# Lethrinops marginatus
Lethrinops marginatus är en fiskart som beskrevs av Ahl 1926. Lethrinops marginatus ingår i släktet Lethrinops och familjen Cichlidae. IUCN kategoriserar arten globalt som livskraftig. Inga underarter finns listade i Catalogue of Life.